# Cauchemar sur Atlantis
 (juillet 2025).
Motif : aucune source sauf de simples bases de données ; aucune analyse encyclopédique du sujet, simple résumé très (trop) détaillé
- Archive Wikiwix
- Bing
- Cairn
- DuckDuckGo
- E. Universalis
- Gallica
- Google
- G. Books
- G. News
- G. Scholar
- Persée
- Qwant
- (zh) Baidu
- (ru) Yandex
- (wd) trouver des œuvres sur Wikidata

| 1. | Préciser le motif de la pose du bandeau. | Précisez le motif de la pose du bandeau en utilisant la syntaxe suivante : {{admissibilité à vérifier\|date=juillet 2025\|motif=remplacez ce texte par le motif}}                           |
| 2. | Informer les utilisateurs concernés.     | Pensez à avertir le créateur de l'article, par exemple, en insérant le code ci-dessous sur sa page de discussion : {{subst:avertissement admissibilité à vérifier\|Cauchemar sur Atlantis}} |

Cauchemar sur Atlantis est un épisode de la série télévisée Stargate Atlantis. C'est le quatrième épisode de la saison 4 et le 64e épisode de la série.

## Scénario
Sur une planète, l'équipe de Sheppard trouve un étrange objet luisant qui semble émettre de l'énergie. Cependant, quand Sheppard le touche, il est projeté en arrière, et l'objet arrête d'émettre de l'énergie.
De retour sur Atlantis, Keller lui confirme que l'énergie ne l'a pas infecté. Alors qu'elle dort, Teyla fait un rêve étrange dans lequel Ronon lui annonce qu'elle est en couple avec Sheppard, McKay passe son temps à répéter qu'il y a une signature énergétique très forte et Sheppard lui annonce que personne n'a confiance en elle, Carter et l'équipe compris, hormis lui. Alors qu'elle entend au loin son père se faire arrêter par des Wraiths, Sheppard l'attrape et lui aspire son énergie vitale à la manière d'un Wraith. Elle se réveille en sursaut et le lendemain en reparle à ses camarades. Keller lui dit qu'il n'y a rien à craindre.
Cependant, la nuit suivante, Teyla souffre énormément, et, appelée, Keller tente de la soulager, quand soudain un monstre sort de son corps à la manière d'un Alien et Sheppard sourit en voyant cela. Elle se réveille alors, et se rend compte qu'elle est victime d'un cauchemar.
Le lendemain, Ronon, se faisant recoudre l'arcade sourcilière, se repose, puis se réveille et se rend compte qu'il est seul dans Atlantis. Lorsqu'il tente de sortir de la cité, il se retrouve en pleine jungle, et Atlantis a disparu derrière lui. Soudain, des tirs Wraith fusent vers lui, et, alors qu'il tente de fuir, Sheppard arrive et l'assomme avant de l'enterrer vivant. Il se réveille en sursaut alors que Keller est en train d'achever la suture ; il comprend alors qu'il s'agissait d'un cauchemar.
Ensuite Ronon, Teyla et Keller parlent ensemble de leurs cauchemars. Ronon croit que c'est juste des rêves, mais Keller croit qu'il y a quelque chose derrière, notamment parce que Sheppard a toujours le mauvais rôle. Elle discute de son intuition avec Carter, laquelle suit Keller dans son raisonnement. On prévient alors Carter que la sécurité a été appelée dans l'atrium de l'équipage.
Là-bas, le major Lorne, qui ne semble pas avoir les idées claires, menace Sheppard avec son arme, affirmant qu'il est un Asuran. Il accuse également Carter lorsque celle-ci tente de le calmer, mais Ronon le neutralise. Apparemment il est somnambule, et qu'il était pris dans un rêve, imaginant que Sheppard était un réplicateur. Il semble qu'une chose ait pris l'apparence de Sheppard et qu'elle s'en serve pour créer des cauchemars très réels dans lesquels Sheppard a, selon Kate Heightmeyer, le comportement d'un sociopathe. Elle envoie l'équipe de Sheppard sur la planète avec Zelenka. Ils y trouvent l'objet luisant qu'a touché Sheppard, ainsi qu'un autre, qui émet toujours de l'énergie.
Alors qu'ils les étudient sur Atlantis, Keller regardant un des objets semble hypnotisée, et Zelenka l'empêche à temps de toucher l'objet. Après vérification de Lorne par Zelenka, on se rend compte que la chose n'est plus en lui. McKay comprend rapidement qu'elle peut se propager dès qu'un contact électrique est établi entre 2 personnes, or la cité est intégralement métallique, donc conductrice : elle peut donc être dans n'importe qui.
Teyla tombe alors sur Heightmeyer debout sur une balustrade de la tour de contrôle, implorant qu'elle ne veut pas mourir, mais tandis que Teyla tente de lui porter secours, Sheppard l'empêche de l'aider. Heightmeyer tombe ensuite dans le vide. Sans transition aucune, Keller arrive dans la chambre de Heightmeyer, apparemment appelée par Teyla qui vient de retrouver la psychologue dans son lit, morte. Carter lui rend alors un hommage devant la cité entière. Teyla vient rendre visite à Sheppard et le prend affectueusement dans ses bras, visiblement tourmentée.
Zelenka explique alors à Carter qu'il a trouvé la solution pour détecter l'entité, et ils découvrent que la personne "infectée" n'est autre que McKay, qui est enfermé dans une pièce électriquement isolée. Sheppard propose d'entrer en contact avec l'entité en lui, et Carter trouve la solution pour que Sheppard aille dans les rêves de McKay : à l'aide d'un appareil inspiré de celui dont l'équipe SG-1 a été victime dans un épisode de Stargate SG-1.
Il entre alors dans le pire cauchemar de McKay : seul sur l'océan dans une barque, avec une baleine lui tournant autour, dans le pur style Moby Dick. Soudain Sheppard apparait face à lui et lui annonce qu'il est trop tard et qu'il va mourir. Soudain le vrai Sheppard apparait à son tour derrière McKay et fait tout pour l'aider, notamment l'aider à ramer pour aller à Atlantis qui apparaît à l'horizon. Après une ultime facétie de l'entité, la baleine remonte et happe la barque. Sheppard se réveille avec McKay en train de mourir pendant que les médecins tentent de le sauver. Cependant ils n'y parviennent pas, et McKay est déclaré mort. Quand Sheppard repart vers sa chambre il tombe sur Teyla, Ronon, Carter et Keller qui lui reprochent toutes les morts qui sont arrivées. Il voit alors l'autre Sheppard et part à sa poursuite dans son corps.
C'est aussi un rêve, car en réalité McKay est vivant et Sheppard est infecté. Dans le rêve, l'entite et lui se retrouvent dans la salle d'embarquement avec la Porte activée, et tous deux commencent un duel acharné. Soudain McKay, qui a demandé à être reconnecté, apparait dans son duel pour l'aider. Il a à peine le temps de narguer l'entité en lui expliquant comment il s'en est sorti que Keller envoie des chocs électriques au défibrillateur sur Sheppard dans la réalité, paralysant ainsi l'entité. Sheppard parvient alors à l'envoyer dans la Porte des étoiles.
Finalement tous deux se réveillent en pleine santé, et l'entité est de retour dans le cristal lumineux.
Ils ramènent les deux pierres sur M3X-387, et toutes les autres s'activent. Ils s'en vont alors en vitesse.
Finalement McKay, Sheppard, Ronon, Teyla, Carter et Keller qui n'arrivent pas à dormir passent la soirée ensemble.